# 格倫德巴赫河
47°26′08″N 8°05′57″E / 47.43565°N 8.09914°E
格倫德巴赫河是瑞士的河流，位於該國北部，流經阿爾高州，屬於塔爾巴赫河的右支流，河道全長1.3公里，流域面積1.2平方公里，河畔城鎮有塔爾海姆。